# Disiphon russellae
Disiphon russellae là một loài côn trùng cánh nửa trong họ Aleyrodidae, phân họ Aleyrodinae.
Disiphon russellae được Martin miêu tả khoa học đầu tiên năm 2005.